# Komitet Olimpijski Ugandy

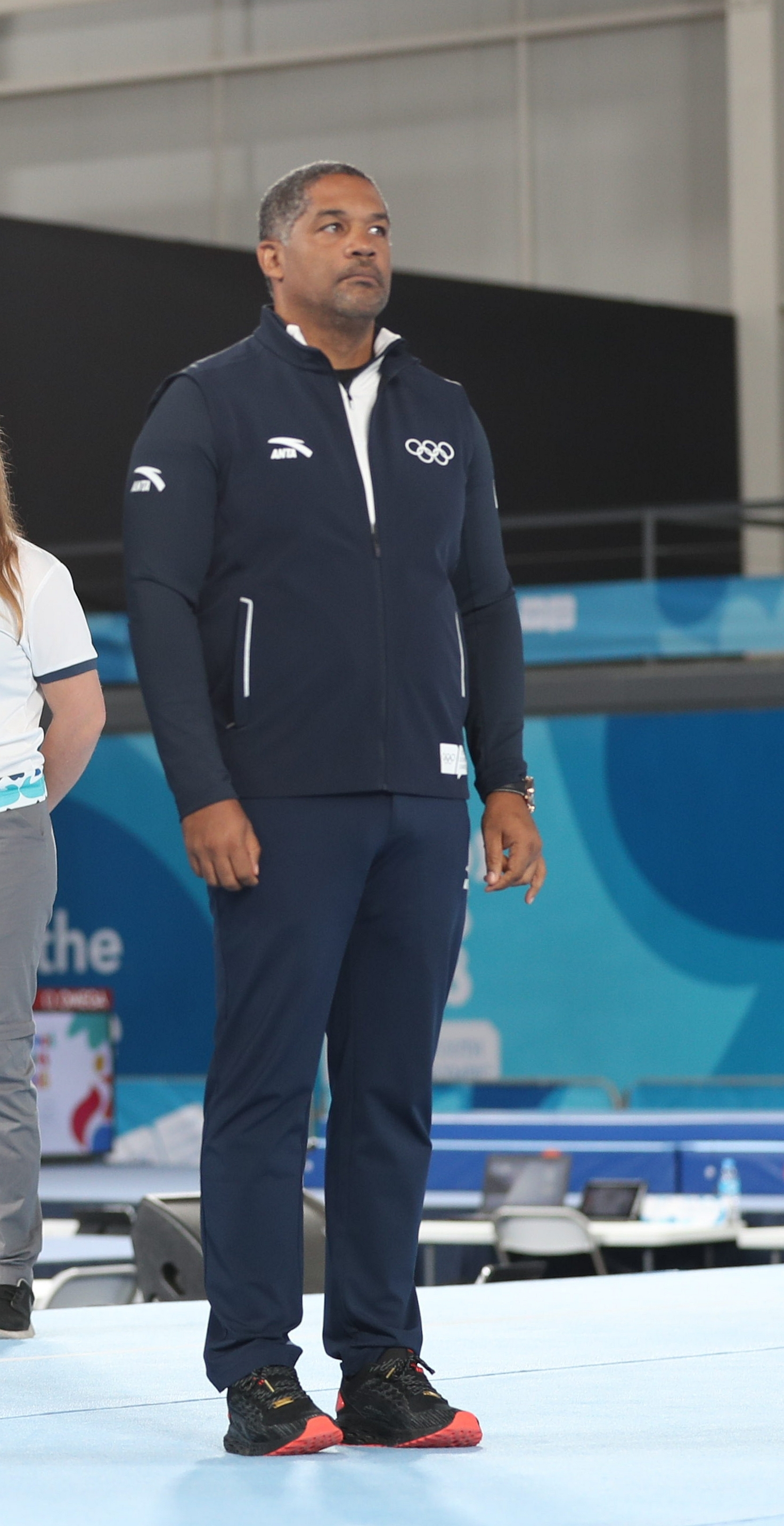
William Frederick Blick, 2018

Komitet Olimpijski Ugandy – stowarzyszenie związków i organizacji sportowych z siedzibą w Kampali, zajmujące się organizacją udziału reprezentacji Ugandy w igrzyskach olimpijskich oraz upowszechnianiem idei olimpijskiej i promocją sportu, a także reprezentowaniem ugandyjskiego sportu w organizacjach międzynarodowych, w tym w Międzynarodowym Komitecie Olimpijskim.